# Liste des monuments historiques du 7e arrondissement de Paris

Cet article recense les monuments historiques du 7e arrondissement de Paris, en France.

## Liste
| Monument                                                                             | Adresse                                                                             | Coordonnées                      | Notice         | Protection            | Date           | Illustration                                                                        |
| ------------------------------------------------------------------------------------ | ----------------------------------------------------------------------------------- | -------------------------------- | -------------- | --------------------- | -------------- | ----------------------------------------------------------------------------------- |
| Abbaye de Penthemont                                                                 | 37-39 rue de Bellechasse 104-106 rue de Grenelle                                    | 48° 51′ 24″ nord, 2° 19′ 19″ est | « PA00088671 » | Classé Inscrit Classé | 1983 1992 2013 | Abbaye de Penthemont                                                                |
| Basilique Sainte-Clotilde de Paris                                                   | 23bis rue Las-Cases                                                                 | 48° 51′ 30″ nord, 2° 19′ 09″ est | « PA75070007 » | Classé                | 2015           | Basilique Sainte-Clotilde de Paris                                                  |
| Boucherie chevaline                                                                  | 69 rue du Bac                                                                       | 48° 51′ 18″ nord, 2° 19′ 30″ est | « PA00088672 » | Inscrit               | 1984           | Boucherie chevaline                                                                 |
| Boucherie chevaline                                                                  | 28 rue Cler                                                                         | 48° 51′ 26″ nord, 2° 18′ 21″ est | « PA00088673 » | Inscrit               | 1984           | Boucherie chevaline                                                                 |
| Boulangerie                                                                          | 64 rue Saint-Dominique                                                              | 48° 51′ 36″ nord, 2° 18′ 31″ est | « PA00088674 » | Inscrit               | 1984           | Boulangerie                                                                         |
| Boulangerie                                                                          | 112 rue Saint-Dominique                                                             | 48° 51′ 31″ nord, 2° 18′ 08″ est | « PA00088675 » | Inscrit               | 1984           | Boulangerie                                                                         |
| Boulangerie                                                                          | 56 rue Vaneau                                                                       | 48° 51′ 02″ nord, 2° 19′ 10″ est | « PA00088676 » | Inscrit               | 1984           | Boulangerie                                                                         |
| Boulangerie                                                                          | 14 avenue de Villars                                                                | 48° 51′ 07″ nord, 2° 18′ 48″ est | « PA00088677 » | Inscrit               | 1984           | Boulangerie                                                                         |
| Boutique                                                                             | 36 rue de Grenelle                                                                  | 48° 51′ 14″ nord, 2° 19′ 39″ est | « PA00088678 » | Inscrit               | 1959           | Boutique                                                                            |
| Chapelle des Catéchismes                                                             | 29 rue Las-Cases                                                                    | 48° 51′ 32″ nord, 2° 19′ 06″ est | « PA00088679 » | Inscrit               | 1979           | Chapelle des Catéchismes                                                            |
| Cinéma La Pagode                                                                     | 57 rue de Babylone 1 rue Monsieur                                                   | 48° 51′ 06″ nord, 2° 19′ 00″ est | « PA00088680 » | Classé                | 1983 2018      | Cinéma La Pagode                                                                    |
| Commerce d'alimentation                                                              | 94 rue du Bac                                                                       | 48° 51′ 16″ nord, 2° 19′ 26″ est | « PA00088681 » | Inscrit               | 1984           | Commerce d'alimentation                                                             |
| Confiserie Debauve & Gallais                                                         | 30 rue des Saints-Pères                                                             | 48° 51′ 20″ nord, 2° 19′ 51″ est | « PA00088787 » | Inscrit               | 1984           | Confiserie Debauve & Gallais                                                        |
| Crèmerie                                                                             | 41 avenue de La Bourdonnais                                                         | 48° 51′ 29″ nord, 2° 17′ 59″ est | « PA00088682 » | Inscrit               | 1984           | Crèmerie                                                                            |
| Crèmerie                                                                             | 41 rue de Bourgogne                                                                 | 48° 51′ 26″ nord, 2° 19′ 03″ est | « PA00088683 » | Inscrit               | 1984           | Crèmerie                                                                            |
| École militaire                                                                      |                                                                                     | 48° 51′ 09″ nord, 2° 18′ 13″ est | « PA00088684 » | Classé                | 1990           | École militaire                                                                     |
| École nationale des Ponts et Chaussées (ancien hôtel de Fleury)                      | 26-28 rue des Saints-Pères                                                          | 48° 51′ 20″ nord, 2° 19′ 51″ est | « PA00088685 » | Inscrit               | 1926           | École nationale des Ponts et Chaussées(ancien hôtel de Fleury)                      |
| Église Saint-Pierre-du-Gros-Caillou                                                  | 92 rue Saint-Dominique                                                              | 48° 51′ 35″ nord, 2° 18′ 19″ est | « PA00088686 » | Inscrit               | 1975           | Église Saint-Pierre-du-Gros-Caillou                                                 |
| Église Saint-François-Xavier                                                         | 12 place du Président-Mithouard                                                     | 48° 51′ 02″ nord, 2° 18′ 48″ est | « PA75070008 » | Inscrit               | 11 juin 2018   | Église Saint-François-Xavier                                                        |
| Fontaine du Gros-Caillou ou Fontaine de Mars                                         | 129, 131 rue Saint-Dominique                                                        | 48° 51′ 30″ nord, 2° 18′ 09″ est | « PA00088688 » | Inscrit               | 1926           | Fontaine du Gros-Caillou ou Fontaine de Mars                                        |
| Fontaine des Quatre-Saisons                                                          | 59 rue de Grenelle                                                                  | 48° 51′ 17″ nord, 2° 19′ 30″ est | « PA00088687 » | Classé                | 1862           | Fontaine des Quatre-Saisons                                                         |
| Gare d'Orsay (actuel musée d'Orsay)                                                  | 7-9 quai Anatole-France rue de Lille                                                | 48° 51′ 35″ nord, 2° 19′ 36″ est | « PA00088689 » | Classé                | 1978           | Gare d'Orsay (actuel musée d'Orsay)                                                 |
| Hôpital Laënnec                                                                      | 40-42 rue de Sèvres 65-79 rue Vaneau 4 impasse Oudinot                              | 48° 50′ 59″ nord, 2° 19′ 19″ est | « PA00088690 » | Classé                | 1977           | Hôpital Laënnec                                                                     |
| Horlogerie                                                                           | 93 rue Saint-Dominique                                                              | 48° 51′ 34″ nord, 2° 18′ 26″ est | « PA00088691 » | Inscrit               | 1984           | Horlogerie                                                                          |
| Hôtel (actuellement Ministère de l'Outre-mer)                                        | 27 rue Oudinot                                                                      | 48° 50′ 58″ nord, 2° 18′ 57″ est | « PA00088756 » | Inscrit               | 1926           | Hôtel (actuellement Ministère de l'Outre-mer)                                       |
| Hôtel (Institution Sainte-Marie)                                                     | 90 rue de Sèvres                                                                    | 48° 50′ 47″ nord, 2° 18′ 54″ est | « PA00088759 » | Inscrit               | 1984           | Hôtel (Institution Sainte-Marie)                                                    |
| Hôtel d'Aligre                                                                       | 15 rue de l'Université                                                              | 48° 51′ 25″ nord, 2° 19′ 46″ est | « PA00088694 » | Inscrit               | 1996           | Hôtel d'Aligre                                                                      |
| Hôtel Amelot de Gournay                                                              | 1 rue Saint-Dominique                                                               | 48° 51′ 27″ nord, 2° 19′ 24″ est | « PA00088713 » | Classé                | 1928           | Hôtel Amelot de Gournay                                                             |
| Hôtel d'Auterive                                                                     | 3 rue de Beaune                                                                     | 48° 51′ 32″ nord, 2° 19′ 48″ est | « PA00088750 » | Inscrit               | 1958           | Hôtel d'Auterive                                                                    |
| Hôtel de Béarn (actuelle ambassade de Roumanie)                                      | 123 rue Saint-Dominique 22-24 avenue Bosquet 1-3-5-7-9-11-13-15 rue de l'Exposition | 48° 51′ 31″ nord, 2° 18′ 11″ est | « PA00088803 » | Classé                | 2003           | Hôtel de Béarn(actuelle ambassade de Roumanie)                                      |
| Hôtel de Beauffremont                                                                | 87 rue de Grenelle                                                                  | 48° 51′ 22″ nord, 2° 19′ 18″ est | « PA00088692 » | Inscrit               | 1926           | Hôtel de Beauffremont                                                               |
| Hôtel Beauharnais (actuelle résidence de l'ambassadeur d'Allemagne)                  | 78 rue de Lille                                                                     | 48° 51′ 39″ nord, 2° 19′ 20″ est | « PA00088693 » | Classé                | 1951           | Hôtel Beauharnais(actuelle résidence de l'ambassadeur d'Allemagne)                  |
| Hôtel de Beaumont (ancien Hôtel de Masseran)                                         | 11 rue Masseran 2 rue Duroc                                                         | 48° 50′ 54″ nord, 2° 18′ 52″ est | « PA00088695 » | Classé                | 1946           | Hôtel de Beaumont(ancien Hôtel de Masseran)                                         |
| Hôtel de Bérulle                                                                     | 15 rue de Grenelle                                                                  | 48° 51′ 11″ nord, 2° 19′ 43″ est | « PA00088696 » | Inscrit               | 1926           | Hôtel de Bérulle                                                                    |
| Hôtel Biron (actuel musée Rodin)                                                     | 77 rue de Varenne                                                                   | 48° 51′ 19″ nord, 2° 18′ 57″ est | « PA00088697 » | Classé                | 1926           | Hôtel Biron (actuel musée Rodin)                                                    |
| Hôtel de Bourbon-Condé                                                               | 12 rue Monsieur                                                                     | 48° 51′ 03″ nord, 2° 18′ 58″ est | « PA00088698 » | Classé                | 1939           | Hôtel de Bourbon-Condé                                                              |
| Hôtel de Brienne (actuel ministère de la Défense)                                    | 14-16 rue Saint-Dominique                                                           | 48° 51′ 35″ nord, 2° 19′ 10″ est | « PA00088699 » | Classé                | 1991           | Hôtel de Brienne(actuel ministère de la Défense)                                    |
| Hôtel de Broglie                                                                     | 35-37 rue Saint-Dominique 9-13 rue de Bourgogne 30bis-32 rue Las-Cases              | 48° 51′ 34″ nord, 2° 19′ 07″ est | « PA00125455 » | Inscrit               | 1993           | Hôtel de Broglie                                                                    |
| Hôtel Brongniart                                                                     | 49 boulevard des Invalides                                                          | 48° 50′ 59″ nord, 2° 18′ 56″ est | « PA00088700 » | Inscrit               | 1926           | Hôtel Brongniart                                                                    |
| Hôtel de Cambacérès                                                                  | 21 rue de l'Université 2 rue Montalembert 2 rue Sébastien-Bottin                    | 48° 51′ 26″ nord, 2° 19′ 43″ est | « PA00088701 » | Inscrit               | 1938           | Hôtel de Cambacérès                                                                 |
| Hôtel de Cassini                                                                     | 32 rue de Babylone                                                                  | 48° 51′ 07″ nord, 2° 19′ 15″ est | « PA00088702 » | Classé                | 1993           | Hôtel de Cassini                                                                    |
| Hôtel de Castries                                                                    | 72 rue de Varenne                                                                   | 48° 51′ 19″ nord, 2° 19′ 10″ est | « PA00088703 » | Classé                | 1957           | Hôtel de Castries                                                                   |
| Hôtel de Cavoye                                                                      | 52 rue des Saints-Pères                                                             | 48° 51′ 15″ nord, 2° 19′ 47″ est | « PA00088704 » | Inscrit               | 1949           | Hôtel de Cavoye                                                                     |
| Hôtel Chanac de Pompadour (actuelle Ambassade de Suisse en France)                   | 142 rue de Grenelle                                                                 | 48° 51′ 29″ nord, 2° 18′ 57″ est | « PA00088705 » | Inscrit               | 1928           | Hôtel Chanac de Pompadour(actuelle Ambassade de Suisse en France)                   |
| Hôtel de Chanaleilles                                                                | 2 rue de Chanaleilles 24 rue Vaneau                                                 | 48° 51′ 12″ nord, 2° 19′ 08″ est | « PA00088706 » | Inscrit               | 1945           | Hôtel de Chanaleilles                                                               |
| Hôtel du Châtelet (actuel ministère du Travail, de l'Emploi et de la Santé)          | 127 rue de Grenelle                                                                 | 48° 51′ 28″ nord, 2° 18′ 57″ est | « PA00088707 » | Classé                | 1911           | Hôtel du Châtelet(actuel ministère du Travail, de l'Emploi et de la Santé)          |
| Hôtel de Clermont (actuel Ministère des Relations avec le Parlement)                 | 69 rue de Varenne 6-8 rue Barbet-de-Jouy                                            | 48° 51′ 19″ nord, 2° 19′ 04″ est | « PA00088708 » | Classé                | 1980           | Hôtel de Clermont(actuel Ministère des Relations avec le Parlement)                 |
| Hôtel de Clermont-Tonnerre                                                           | 118 rue du Bac                                                                      | 48° 51′ 09″ nord, 2° 19′ 24″ est | « PA00088709 » | Classé                | 1991           | Hôtel de Clermont-Tonnerre                                                          |
| Hôtel de Courteilles                                                                 | 110 rue de Grenelle                                                                 | 48° 51′ 24″ nord, 2° 19′ 14″ est | « PA00088710 » | Classé                | 1993           | Hôtel de Courteilles                                                                |
| Hôtel de La Forest Divonne                                                           | 13 rue Vaneau                                                                       | 48° 51′ 14″ nord, 2° 19′ 11″ est | « PA00125456 » | Inscrit               | 1993           | Hôtel de La Forest Divonne                                                          |
| Hôtel Duprat                                                                         | 60 rue de Varenne 51 rue de Bellechasse                                             | 48° 51′ 18″ nord, 2° 19′ 15″ est | « PA00088711 » | Inscrit               | 1926           | Hôtel Duprat                                                                        |
| Hôtel de la Feuillade                                                                | 101 rue du Bac                                                                      | 48° 51′ 11″ nord, 2° 19′ 26″ est | « PA00088717 » | Inscrit               | 1955           | Hôtel de la Feuillade                                                               |
| Hôtel Gouffier de Thoix (actuel annexe des services du premier ministre)             | 56 rue de Varenne                                                                   | 48° 51′ 17″ nord, 2° 19′ 17″ est | « PA00088712 » | Classé                | 1946           | Hôtel Gouffier de Thoix(actuel annexe des services du premier ministre)             |
| Hôtel des Invalides                                                                  |                                                                                     | 48° 51′ 24″ nord, 2° 18′ 46″ est | « PA00088714 » | Classé                | 1862           | Hôtel des Invalides                                                                 |
| Hôtel de Jarnac                                                                      | 8 rue Monsieur                                                                      | 48° 51′ 04″ nord, 2° 18′ 58″ est | « PA00088715 » | Classé                | 1939           | Hôtel de Jarnac                                                                     |
| Hôtel Kinski                                                                         | 53 rue Saint-Dominique                                                              | 48° 51′ 35″ nord, 2° 18′ 58″ est | « PA00088716 » | Inscrit               | 1991           | Hôtel Kinski                                                                        |
| Hôtel de Laigue                                                                      | 16 rue Saint-Guillaume                                                              | 48° 51′ 19″ nord, 2° 19′ 46″ est | « PA00088758 » | Inscrit               | 1928           | Hôtel de Laigue                                                                     |
| Hôtel de Lannion                                                                     | 75 rue de Lille                                                                     | 48° 51′ 35″ nord, 2° 19′ 30″ est | « PA00088755 » | Inscrit               | 1954           | Hôtel de Lannion                                                                    |
| Hôtel de Laubespin                                                                   | 78 rue de l'Université                                                              | 48° 51′ 33″ nord, 2° 19′ 29″ est | « PA00088719 » | Inscrit               | 1955           | Hôtel de Laubespin                                                                  |
| Hôtel de Mailly-Nesle                                                                | 29 quai Voltaire 2-4 rue de Beaune                                                  | 48° 51′ 33″ nord, 2° 19′ 48″ est | « PA00088720 » | Inscrit               | 1938           | Hôtel de Mailly-Nesle                                                               |
| Hôtel de Martignac (actuel annexe du ministère de l'éducation nationale)             | 107 rue de Grenelle                                                                 | 48° 51′ 25″ nord, 2° 19′ 08″ est | « PA00088721 » | Inscrit               | 1975           | Hôtel de Martignac(actuel annexe du ministère de l'éducation nationale)             |
| Hôtel Matignon                                                                       | 57 rue de Varenne                                                                   | 48° 51′ 16″ nord, 2° 19′ 15″ est | « PA00088722 » | Classé                | 1923           | Hôtel Matignon                                                                      |
| Hôtel du ministre des Affaires étrangères                                            | 37 quai d'Orsay                                                                     | 48° 51′ 44″ nord, 2° 18′ 58″ est | « PA00088723 » | Classé                | 1979           | Hôtel du ministre des Affaires étrangères                                           |
| Hôtel de Montalivet                                                                  | 58 rue de Varenne                                                                   | 48° 51′ 17″ nord, 2° 19′ 16″ est | « PA00088724 » | Classé                | 1993           | Hôtel de Montalivet                                                                 |
| Hôtel de Montesquiou (actuel ministère de la Coopération)                            | 20 rue Monsieur                                                                     | 48° 51′ 00″ nord, 2° 18′ 59″ est | « PA00088725 » | Inscrit               | 1992           | Hôtel de Montesquiou(actuel ministère de la Coopération)                            |
| Hôtel de Narbonne                                                                    | 45 rue de Varenne                                                                   | 48° 51′ 15″ nord, 2° 19′ 21″ est | « PA00088726 » | Inscrit               | 1926           | Hôtel de Narbonne                                                                   |
| Hôtel de Noirmoutier                                                                 | 138 rue de Grenelle                                                                 | 48° 51′ 28″ nord, 2° 19′ 01″ est | « PA00088727 » | Classé                | 1996           | Hôtel de Noirmoutier                                                                |
| Hôtel particulier                                                                    | 21 rue du Bac                                                                       | 48° 51′ 29″ nord, 2° 19′ 42″ est | « PA00088748 » | Inscrit               | 1965           | Hôtel particulier                                                                   |
| Hôtel particulier                                                                    | 99 rue du Bac                                                                       | 48° 51′ 11″ nord, 2° 19′ 26″ est | « PA00088802 » | Inscrit               | 1992           | Hôtel particulier                                                                   |
| Hôtel particulier                                                                    | 120 rue du Bac                                                                      | 48° 51′ 09″ nord, 2° 19′ 24″ est | « PA00088749 » | Inscrit               | 1926           | Hôtel particulier                                                                   |
| Hôtel d'Anlezy                                                                       | 46 rue de Bourgogne                                                                 | 48° 51′ 25″ nord, 2° 19′ 02″ est | « PA00088751 » | Inscrit               | 1926           | Hôtel d'Anlezy                                                                      |
| Hôtel particulier                                                                    | 11bis rue Casimir-Périer                                                            | 48° 51′ 29″ nord, 2° 19′ 11″ est | « PA00088753 » | Inscrit               | 1979           | Image manquante Téléverser                                                          |
| Hôtel particulier                                                                    | 14 rue Saint-Guillaume                                                              | 48° 51′ 20″ nord, 2° 19′ 47″ est | « PA00088757 » | Inscrit               | 1928           | Hôtel particulier                                                                   |
| Hôtel de Périgord                                                                    | 3 rue Saint-Dominique                                                               | 48° 51′ 28″ nord, 2° 19′ 24″ est | « PA00088728 » | Inscrit               | 1972           | Hôtel de Périgord                                                                   |
| Hôtel de Pomereu                                                                     | 67 rue de Lille                                                                     | 48° 51′ 34″ nord, 2° 19′ 33″ est | « PA00088729 » | Classé                | 1979           | Hôtel de Pomereu                                                                    |
| Hôtel de Praslin                                                                     | 48 rue de Bourgogne                                                                 | 48° 51′ 25″ nord, 2° 19′ 02″ est | « PA00088752 » | Inscrit               | 1926           | Hôtel de Praslin                                                                    |
| Hôtel de Richepanse                                                                  | 3, 5 rue Masseran                                                                   | 48° 50′ 55″ nord, 2° 18′ 53″ est | « PA00088731 » | Classé                | 1961           | Hôtel de Richepanse                                                                 |
| Hôtel de la Rochefoucauld-Doudeauville                                               | 47 rue de Varenne                                                                   | 48° 51′ 15″ nord, 2° 19′ 20″ est | « PA00088718 » | Inscrit               | 1926           | Hôtel de la Rochefoucauld-Doudeauville                                              |
| Hôtel de Rohan-Chabot                                                                | 61 rue de Varenne                                                                   | 48° 51′ 17″ nord, 2° 19′ 11″ est | « PA00088732 » | Inscrit               | 1926           | Hôtel de Rohan-Chabot                                                               |
| Hôtel de Roquelaure (actuel ministère de l'Environnement, de l'Énergie et de la Mer) | 246 boulevard Saint-Germain                                                         | 48° 51′ 26″ nord, 2° 19′ 29″ est | « PA00088733 » | Classé                | 1961           | Hôtel de Roquelaure(actuel ministère de l'Environnement, de l'Énergie et de la Mer) |
| Hôtel de Rothelin-Charolais                                                          | 101 rue de Grenelle                                                                 | 48° 51′ 24″ nord, 2° 19′ 11″ est | « PA00088734 » | Classé                | 1980           | Hôtel de Rothelin-Charolais                                                         |
| Hôtel de Sainte-Aldegonde                                                            | 102 rue du Bac                                                                      | 48° 51′ 14″ nord, 2° 19′ 25″ est | « PA00088735 » | Inscrit               | 1955           | Hôtel de Sainte-Aldegonde                                                           |
| Hôtel de Salm (actuel Palais de la Légion d'honneur)                                 | 64 rue de Lille 1 rue de Solférino 2 rue de Bellechasse quai Anatole-France         | 48° 51′ 38″ nord, 2° 19′ 28″ est | « PA00088793 » | Classé                | 1985           | Hôtel de Salm(actuel Palais de la Légion d'honneur)                                 |
| Hôtel de Salm-Dyck                                                                   | 97 rue du Bac                                                                       | 48° 51′ 12″ nord, 2° 19′ 25″ est | « PA00088736 » | Classé                | 1982           | Hôtel de Salm-Dyck                                                                  |
| Hôtel de Samuel Bernard                                                              | 46 rue du Bac                                                                       | 48° 51′ 24″ nord, 2° 19′ 35″ est | « PA00088737 » | Classé                | 1954           | Hôtel de Samuel Bernard                                                             |
| Hôtel de Seignelay (actuel ministère de la Fonction publique)                        | 80 rue de Lille                                                                     | 48° 51′ 40″ nord, 2° 19′ 19″ est | « PA00088738 » | Classé                | 31 mai 2018    | Hôtel de Seignelay(actuel ministère de la Fonction publique)                        |
| Hôtel de Sénecterre                                                                  | 24 rue de l'Université 17-19 rue de Verneuil                                        | 48° 51′ 19″ nord, 2° 20′ 07″ est | « PA00088739 » | Inscrit               | 1991           | Hôtel de Sénecterre                                                                 |
| Hôtel de Sommery                                                                     | 115 rue de Grenelle                                                                 | 48° 51′ 27″ nord, 2° 19′ 04″ est | « PA00088740 » | Inscrit               | 1955           | Hôtel de Sommery                                                                    |
| Hôtel de Soyecourt ou Pozzo di Borgo                                                 | 51 rue de l'Université                                                              | 48° 51′ 31″ nord, 2° 19′ 31″ est | « PA00088741 » | Inscrit               | 1926           | Hôtel de Soyecourt ou Pozzo di Borgo                                                |
| Hôtel de Stahrenberg                                                                 | 77 rue de Lille                                                                     | 48° 51′ 35″ nord, 2° 19′ 29″ est | « PA75070004 » | Inscrit               | 2008           | Hôtel de Stahrenberg                                                                |
| Hôtel de Tavannes                                                                    | 5 rue Saint-Dominique                                                               | 48° 51′ 29″ nord, 2° 19′ 23″ est | « PA00088742 » | Classé                | 1970           | Hôtel de Tavannes                                                                   |
| Hôtel de Tessé                                                                       | 1 quai Voltaire 2 rue des Saints-Pères                                              | 48° 51′ 29″ nord, 2° 19′ 58″ est | « PA00088743 » | Inscrit               | 1964           | Hôtel de Tessé                                                                      |
| Hôtel de Vaudreuil                                                                   | 7 rue de la Chaise                                                                  | 48° 51′ 11″ nord, 2° 19′ 38″ est | « PA00088744 » | Inscrit               | 1959           | Hôtel de Vaudreuil                                                                  |
| Hôtel des Vertus                                                                     | 3 rue de la Chaise                                                                  | 48° 51′ 11″ nord, 2° 19′ 37″ est | « PA00088754 » | Inscrit               | 1958           | Hôtel des Vertus                                                                    |
| Hôtel de Vilette                                                                     | 27 quai Voltaire 1 rue de Beaune                                                    | 48° 51′ 33″ nord, 2° 19′ 49″ est | « PA00088745 » | Inscrit               | 1926           | Hôtel de Vilette                                                                    |
| Hôtel de Villeroy (actuel ministère de l'Agriculture)                                | 78 rue de Varenne                                                                   | 48° 51′ 21″ nord, 2° 19′ 07″ est | « PA00088747 » | Classé                | 1994           | Hôtel de Villeroy (actuel ministère de l'Agriculture)                               |
| Immeuble                                                                             | 6 rue de Bourgogne                                                                  | 48° 51′ 36″ nord, 2° 19′ 05″ est | « PA00088763 » | Inscrit               | 1984           | Immeuble                                                                            |
| Immeuble (actuel siège de la Fondation Charles de Gaulle)                            | 5 rue de Solférino                                                                  | 48° 51′ 36″ nord, 2° 19′ 23″ est | « PA75070003 » | Inscrit               | 1959           | Immeuble (actuel siège de la Fondation Charles de Gaulle)                           |
| Immeuble                                                                             | 8 place du Palais-Bourbon 4 rue de Bourgogne                                        | 48° 51′ 37″ nord, 2° 19′ 05″ est | « PA00088779 » | Inscrit               | 1959           | Immeuble                                                                            |
| Immeuble                                                                             | 37 avenue de Breteuil                                                               | 48° 50′ 57″ nord, 2° 18′ 44″ est | « PA00088766 » | Inscrit               | 1981           | Immeuble                                                                            |
| Immeuble                                                                             | 8 rue de Bourgogne 22 rue Saint-Dominique                                           | 48° 51′ 35″ nord, 2° 19′ 05″ est | « PA00088764 » | Inscrit               | 1947           | Immeuble                                                                            |
| Immeuble                                                                             | 1 avenue Charles-Floquet                                                            | 48° 51′ 24″ nord, 2° 17′ 39″ est | « PA00132979 » | Inscrit               | 1994           | Immeuble                                                                            |
| Immeuble ancien Hôtel de Parieu                                                      | 14 rue Las-Cases 19 rue Saint-Dominique                                             | 48° 51′ 30″ nord, 2° 19′ 17″ est | « PA00088769 » | Inscrit               | 1962           | Immeuble ancien Hôtel de Parieu                                                     |
| Immeuble                                                                             | 13 rue de Lille                                                                     | 48° 51′ 29″ nord, 2° 19′ 52″ est | « PA00088770 » | Inscrit               | 1984           | Immeuble                                                                            |
| Immeuble                                                                             | 30 rue de Lille                                                                     | 48° 51′ 30″ nord, 2° 19′ 51″ est | « PA00088772 » | Inscrit               | 1958           | Immeuble                                                                            |
| Immeuble                                                                             | 79 rue du Bac                                                                       | 48° 51′ 17″ nord, 2° 19′ 27″ est | « PA00088761 » | Inscrit               | 1935           | Immeuble                                                                            |
| Immeuble                                                                             | 9 rue de la Chaise                                                                  | 48° 51′ 10″ nord, 2° 19′ 37″ est | « PA00088767 » | Inscrit               | 1935           | Immeuble                                                                            |
| Immeuble                                                                             | 3 square Rapp                                                                       | 48° 51′ 32″ nord, 2° 18′ 04″ est | « PA00088781 » | Inscrit               | 1975           | Immeuble                                                                            |
| Immeuble Lavirotte                                                                   | 29 avenue Rapp                                                                      | 48° 51′ 33″ nord, 2° 18′ 03″ est | « PA00088782 » | Inscrit               | 1964 2015      | Immeuble Lavirotte                                                                  |
| Immeuble                                                                             | 32 rue Saint-Guillaume                                                              | 48° 51′ 15″ nord, 2° 19′ 42″ est | « PA00088783 » | Inscrit               | 1958           | Immeuble                                                                            |
| Immeuble (lycée italien Leonardo-da-Vinci)                                           | 12 rue Sédillot (anciennement no 18)                                                | 48° 51′ 31″ nord, 2° 18′ 06″ est | « PA00088785 » | Inscrit               | 1975           | Immeuble (lycée italien Leonardo-da-Vinci)                                          |
| Immeuble                                                                             | 9, 11 place du Palais-Bourbon 7 rue de Bourgogne                                    | 48° 51′ 37″ nord, 2° 19′ 07″ est | « PA00088780 » | Inscrit               | 2007           | Immeuble                                                                            |
| Immeuble Les Arums                                                                   | 33 rue du Champ-de-Mars                                                             | 48° 51′ 21″ nord, 2° 18′ 13″ est | « PA00088768 » | Inscrit               | 1985           | Immeuble Les Arums                                                                  |
| Immeuble de la Caisse des dépôts et consignations                                    | 2 rue du Bac                                                                        | 48° 51′ 34″ nord, 2° 19′ 44″ est | « PA00088760 » | Inscrit               | 1926           | Immeuble de la Caisse des dépôts et consignations                                   |
| Immeuble de la Société théosophique                                                  | 4 square Rapp                                                                       | 48° 51′ 32″ nord, 2° 18′ 03″ est | « PA75070001 » | Inscrit               | 1997           | Immeuble de la Société théosophique                                                 |
| Immeubles                                                                            | 9-11 rue de Bourgogne 18-20 rue Saint-Dominique                                     | 48° 51′ 34″ nord, 2° 19′ 06″ est | « PA00088765 » | Inscrit               | 1959           | Immeubles                                                                           |
| Institut national des jeunes aveugles                                                | 57 boulevard des Invalides rue Duroc rue de Sèvres rue Maurice-de-La-Sizeranne      | 48° 50′ 52″ nord, 2° 18′ 57″ est | « PA00088786 » | Classé                | 1984           | Institut national des jeunes aveugles                                               |
| Mairie du 7e arrondissement                                                          | 116 rue de Grenelle                                                                 | 48° 51′ 25″ nord, 2° 19′ 12″ est | « PA00088788 » | Inscrit               | 1926           | Mairie du 7e arrondissement                                                         |
| Maison                                                                               | 98 rue du Bac                                                                       | 48° 51′ 14″ nord, 2° 19′ 25″ est | « PA00088762 » | Inscrit               | 1928           | Maison                                                                              |
| Maison Ancienne entrée du couvent des Théatins                                       | 26 rue de Lille                                                                     | 48° 51′ 30″ nord, 2° 19′ 51″ est | « PA00088771 » | Inscrit               | 1928           | MaisonAncienne entrée du couvent des Théatins                                       |
| Maison                                                                               | 1-3 place du Palais-Bourbon                                                         | 48° 51′ 38″ nord, 2° 19′ 08″ est | « PA00088773 » | Inscrit               | 1935           | Maison                                                                              |
| Maison                                                                               | 2 place du Palais-Bourbon                                                           | 48° 51′ 38″ nord, 2° 19′ 04″ est | « PA00088774 » | Inscrit               | 1935           | Maison                                                                              |
| Maison                                                                               | 4 place du Palais-Bourbon                                                           | 48° 51′ 38″ nord, 2° 19′ 05″ est | « PA00088775 » | Inscrit               | 1935           | Maison                                                                              |
| Maison                                                                               | 5 place du Palais-Bourbon                                                           | 48° 51′ 38″ nord, 2° 19′ 07″ est | « PA00088776 » | Inscrit               | 1935           | Maison                                                                              |
| Maison                                                                               | 6-6bis place du Palais-Bourbon                                                      | 48° 51′ 38″ nord, 2° 19′ 05″ est | « PA00088777 » | Inscrit               | 1935           | Maison                                                                              |
| Maison                                                                               | 7-7bis place du Palais-Bourbon                                                      | 48° 51′ 37″ nord, 2° 19′ 07″ est | « PA00088778 » | Inscrit               | 1935           | Maison                                                                              |
| Maison                                                                               | 6 rue des Saints-Pères 1 rue de Lille                                               | 48° 51′ 27″ nord, 2° 19′ 57″ est | « PA00088784 » | Inscrit               | 1926           | Maison                                                                              |
| Maison de verre                                                                      | 31 rue Saint-Guillaume                                                              | 48° 51′ 14″ nord, 2° 19′ 41″ est | « PA00088790 » | Classé                | 1982           | Maison de verre                                                                     |
| Maison des Filles de la Charité                                                      | 136-140 rue du Bac                                                                  | 48° 51′ 04″ nord, 2° 19′ 25″ est | « PA00088789 » | Classé                | 1963           | Maison des Filles de la Charité                                                     |
| Maison des Polytechniciens                                                           | 12 rue de Poitiers                                                                  | 48° 51′ 32″ nord, 2° 19′ 33″ est | « PA75070006 » | Classé                | 2014           | Maison des Polytechniciens                                                          |
| Ancien ministère de la marine marchande                                              | 3 place de Fontenoy                                                                 | 48° 51′ 03″ nord, 2° 18′ 29″ est | « PA75070005 » | Inscrit               | 2013           | Ancien ministère de la marine marchande                                             |
| Monastère de l'Immaculée-Conception                                                  | 83, 85 rue du Bac                                                                   | 48° 51′ 15″ nord, 2° 19′ 27″ est | « PA00088791 » | Inscrit               | 1965           | Monastère de l'Immaculée-Conception                                                 |
| Noviciat des Dominicains                                                             | Place Saint-Thomas-d’Aquin                                                          | 48° 51′ 22″ nord, 2° 19′ 40″ est | « PA00088792 » | Classé                | 1982           | Noviciat des Dominicains                                                            |
| Palais de l'Alma                                                                     | 11 quai Branly                                                                      | 48° 51′ 44″ nord, 2° 18′ 01″ est | « PA75070002 » | Classé                | 2002           | Palais de l'Alma                                                                    |
| Passerelle Debilly                                                                   |                                                                                     | 48° 51′ 44″ nord, 2° 17′ 50″ est | « PA00088794 » | Inscrit               | 1966           | Passerelle Debilly                                                                  |
| Petit hôtel de Villars                                                               | 118 rue de Grenelle                                                                 | 48° 51′ 25″ nord, 2° 19′ 11″ est | « PA00088746 » | Classé                | 1954           | Petit hôtel de Villars                                                              |
| Pharmacie                                                                            | 54 avenue de La Bourdonnais                                                         | 48° 51′ 23″ nord, 2° 18′ 07″ est | « PA00088795 » | Inscrit               | 1984           | Pharmacie                                                                           |
| Pharmacie                                                                            | 151 rue de Grenelle                                                                 | 48° 51′ 28″ nord, 2° 18′ 26″ est | « PA00088796 » | Inscrit               | 1984           | Pharmacie                                                                           |
| Pharmacie                                                                            | 23 avenue Rapp                                                                      | 48° 51′ 35″ nord, 2° 18′ 04″ est | « PA00088797 » | Inscrit               | 1984           | Pharmacie                                                                           |
| Pont Alexandre-III                                                                   |                                                                                     | 48° 51′ 50″ nord, 2° 18′ 48″ est | « PA00088798 » | Classé                | 1975           | Pont Alexandre-III                                                                  |
| Pont de la Concorde                                                                  |                                                                                     | 48° 51′ 48″ nord, 2° 19′ 11″ est | « PA00088799 » | Inscrit               | 1975           | Pont de la Concorde                                                                 |
| Pont d'Iéna                                                                          |                                                                                     | 48° 51′ 35″ nord, 2° 17′ 31″ est | « PA00088800 » | Inscrit               | 1975           | Pont d'Iéna                                                                         |
| Tour Eiffel                                                                          |                                                                                     | 48° 51′ 30″ nord, 2° 17′ 40″ est | « PA00088801 » | Inscrit               | 1964           | Tour Eiffel                                                                         |

## Anciens monuments historiques
| Monument          | Adresse                   | Coordonnées                      | Notice         | Protection                          | Date | Illustration      |
| ----------------- | ------------------------- | -------------------------------- | -------------- | ----------------------------------- | ---- | ----------------- |
| Hôtel de Ravannes | 41-43 rue Saint-Dominique | 48° 51′ 35″ nord, 2° 19′ 03″ est | « PA00088730 » | Radié par arrêté du 27 février 2014 | 1965 | Hôtel de Ravannes |